# Међународни дан дрега
Међународни дан дрега је догађај који се обележава 16. јула и чији је циљ прослава и препознавање дрег уметности широм света.

## Историја
Међународни дан дрега покренуо је Адам Стјуарт 2009. године путем своје фан странице за дрег краљице на Фејсбуку, са главним циљем да дрег уметницима пружи платформу где на прави начин могу да представе своју креативност и културу. У интервјуу који је дао за Guidetogay.com, Адам описује догађај на следећи начин:
„Међународни дан дрега је дан у којем широм света на свакој ЛГБТ сцени користимо прилику да прославимо дрег уметнике и уметнице и захвалимо им се што толико доприносе геј животу и култури. То је разлог због којег сам покренуо овај концепт. Видео сам да не постоји такав празник или догађај на међународном нивоу, где бисмо славили дрег уметнике и уметнице.“
На овај дан 2017. године, Би-Би-Си-јев временски прогнозер Овејн Вин Еванс водио је временску прогнозу обучен као дрег краљица и тиме одао почаст дрег уметницима и Руполовој дрег трци и пружио подршку прослави.

## Активности
Поред уметничких емисија и перформанса, на догађају се одржавају дискусије и дебате о правима дрег уметника и ситуацији у различитим земљама, улози дрег заједнице у ЛГБТ покрету, феминизму и другим темама разменом искустава из свакодневног живота.

## Партнери
је био главни медијски партнер сваке годишње прославе још од 2009. године, као један од највећих канала за комуникацију концепта и његово међународно ширење.
Feast of Fun (Гозба забаве), емисија са седиштем у Чикагу, помогла је промоцији догађаја тако што је обезбедила подкаст где Фаусто Фернос, Марк Фелион и дрег краљица Елис Ђовани разговарају о одржаним активностима.
У Аустралији је хотел Стоунвол био велики логистички партнер једне од прослава и био је домаћин великог догађаја у част прославе дрег дана.